# Léo Dubois
Léo Dubois (Segré, 1994. szeptember 14. –) francia korosztályos válogatott labdarúgó, a Galatasaray játékosa.

## Pályafutása

### Klubcsapatokban
Az SC Saint-Gemmes d'Andigne, az Ent. S. Segré, valamint a Nantes korosztályos csapataiban nevelkedett. 2015. május 9-én mutatkozott be a Nantes első csapatában a Ligue 1-ben a Girondins de Bordeaux ellen csereként Kian Hansen helyén. 2017. szeptember 24-én az RC Strasbourg ellen első bajnoki gólját is megszerezte. 2018. július 1-én aláírt az Olympique Lyon csapatához. Augusztus 12-én az Amiens SC ellen mutatkozott be tétmérkőzésen a bajnokság 1. fordulójában. 2022. július 21-én a török Galatasaray csapatába igazolt.

### A válogatottban
2016. október 6-án bemutatkozott a francia U21-es válogatottban Grúzia ellen. A 86. percben Benjamin Pavard cseréjeként az 5–1-re megnyert felkészülési mérkőzésen.

## Sikerei, díjai
- Franciaország
  - UEFA Nemzetek Ligája: 2021[9]